# Vœux religieux

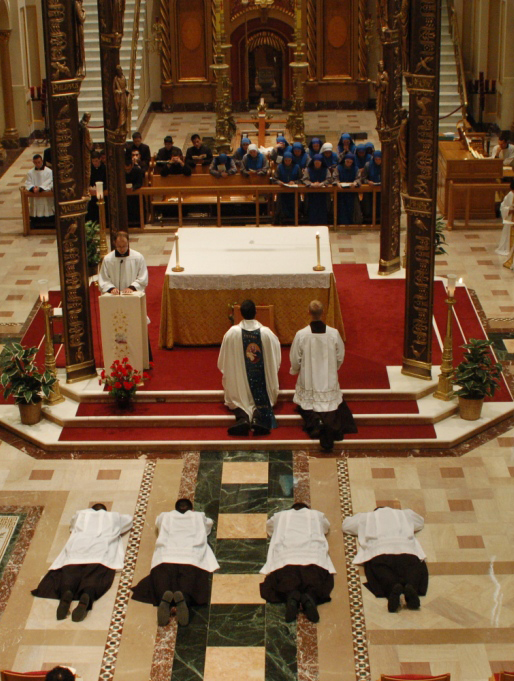
Vœux perpétuels au monastère franciscain de Terre Sainte en Amérique, Washington.

Les vœux religieux sont des préceptes particuliers de la religion chrétienne. Un homme ou une femme peut, par un engagement public ou privé, s'engager à les suivre.
Dans l'Église catholique, le profès et la professe désignent le religieux et la religieuse membre d'un institut de vie consacrée de type religieux ayant professé ses vœux, après le noviciat.

## Christianisme

### Dans l'Église catholique
Dans l'Église catholique, la profession religieuse rassemble trois vœux religieux basés sur sa compréhension de la vie de Jésus-Christ, qui aurait vécu dans la pauvreté, la chasteté et l'obéissance à Dieu. Cette manière de vivre est généralement explicitée par la règle religieuse que se donnent ordres et congrégations religieuses, et qui est adaptée aux temps modernes par des coutumiers. 
La tradition de prononcer des vœux apparaît dès le IIIe siècle. Jusqu'à la fin du Moyen Âge, l'institution des vœux temporaires, engageant pour une période déterminée, n'existait pas. Après son noviciat, le candidat faisait immédiatement profession définitive.
Fondamentalement et théologiquement, cet engagement revient à adopter les conseils évangéliques que la théologie médiévale a exprimés par la trilogie des trois vœux d'obéissance, de pauvreté et de chasteté. Mais dans les principales règles religieuses d'origine ancienne et médiévale, il n'était pas encore question de cette trilogie. Il faut donc distinguer les engagements fondamentaux impliqués fondamentalement par toute consécration religieuse (l'obéissance à des supérieurs, le renoncement à la possession et à la gestion de biens possédés en propre, le renoncement à toute activité sexuelle et à tout attachement affectif exclusif) des vœux explicitement formulés par les formules de profession. Primitivement, celles-ci mettaient l'accent sur d'autres aspects de la vie religieuse sans mentionner les trois engagements fondamentaux qui n'en demeurent pas moins implicitement contenus dans toute consécration religieuse (voir plus bas).  
Les vœux religieux peuvent être temporaires ou perpétuels. Il existe une autre distinction, qui s'applique à différents ordres ou congrégations : vœux simples ou vœux solennels (qui sont perpétuels tous les deux). Depuis une période récente, dans les instituts religieux, les religieux commencent par prononcer des vœux temporaires, en général pour une période variant de un à cinq ans, souvent renouvelables, puis prononcent leurs vœux perpétuels, aussi appelés vœux définitifs.

#### Formes spéciales et vœux particuliers
- Les Bénédictins, Cisterciens, et autres moines soumis à la règle de saint Benoît, ainsi que les Chartreux, ne prononcent que les vœux de stabilité dans le monastère, obéissance et conversion des mœurs (cf. règle de saint Benoît, chap. 58). Ils considèrent généralement que les vœux de pauvreté et de chasteté sont inclus dans le vœu de conversion des mœurs (Conversio morum, parfois traduit par « vie monastique »).

- Les Frères prêcheurs (Dominicains) ne prononcent que le vœu d'obéissance au supérieur, dans la mesure où celui-ci inclut les deux autres.

- La Compagnie de Jésus a ajouté aux trois vœux de pauvreté, chasteté et obéissance, celui de l'obéissance spéciale au pape.

- Les Hospitaliers de l'ordre de Saint-Jean de Jérusalem ont ajouté aux trois vœux de pauvreté, chasteté et obéissance, celui du soin aux malades, le vœu d'hospitalité.

- Les Légionnaires du Christ font vœu d'humilité et de charité en plus des trois vœux de chasteté, de pauvreté et d'obéissance.

#### Formes de la vie consacrée
Les vœux scellent l'appartenance à un institut de vie consacrée qui peut être :
- un ordre de clercs réguliers, comme les chanoines réguliers de saint Augustin ;
- un ordre monastique ;
- une congrégation religieuse (non monastique), comme les ordres mendiants, franciscains, dominicains, etc. ;
- un institut séculier ;
- ainsi qu'à plusieurs autres formes de vie consacrée définies par le code de droit canonique, par exemple l'ermite et la vierge consacrée.

## Critiques
Le protestantisme ignore ce type d'engagement.
En France, le décret du 13 février 1790 a interdit les vœux monastiques et supprimé les ordres religieux réguliers, hors ceux chargés de l’éducation publique et des maisons de charité qui seront, quant à eux, supprimés par décret du 18 août 1792 de la Convention.
En 1791, l'État issu de la Révolution française refuse ce qu'elle considère comme une « aliénation ». L'introduction à la Constitution de 1791 (3 septembre 1791) dispose : « La loi ne reconnaît plus ni vœux religieux, ni aucun autre engagement qui serait contraire aux droits naturels ou à la Constitution ».